# تین‌هوفن، هلند جنوبی
تین‌هوفن (به هلندی: Tienhoven) یک منطقهٔ مسکونی در هلند است که در زیدریک واقع شده‌است. تین‌هوفن c نفر جمعیت دارد.